# Heptarquía anglosajona
Heptarquía anglosajona (del griego ἑπτά hepta «siete», y αρχία arkhía «poder, autoridad»; del anglosajón) es el nombre conjunto dado durante la Antigüedad tardía y la Alta Edad Media a los siete reinos anglosajones del centro, sur y este de la isla de Gran Bretaña que habitualmente se identifican con Essex, Estanglia, Kent, Mercia, Northumbria, Sussex y Wessex, que existieron entre los siglos V y X, y que finalmente se unificaron en el Reino de Inglaterra en el año 927.
La idea original de que hubo siete reinos anglosajones se atribuye al historiador inglés Enrique de Huntingdon (c. 1080-1160), que la empleó por primera vez en su Historia Anglorum (Historia de los ingleses), pero cuyo uso no se extendió hasta el siglo XVI.

## Definición e historicidad de la heptarquía

Mapa de la isla de Gran Bretaña donde se muestran los reinos anglosajones y celtas a comienzos del

El concepto heptarquía anglosajona se usa por convención para cubrir el periodo de la historia de Inglaterra que va del año 500, tras la invasión de la isla por bandas de jutos, anglos y sajones, al 850 aproximadamente, cuando Egberto de Wessex quedó como único señor. A menudo se llama a este periodo edad oscura.
Aunque el término heptarquía sugiere la existencia de siete reinos, la cantidad varió con el tiempo a la vez que cambiaba el número de reyes que competían por la supremacía en el mismo periodo. A finales del siglo VI, el rey de Kent era una figura prominente en el sur; en el siglo VII, los reyes de Northumbria y Wessex eran poderosos; en el siglo VIII, el reino de Mercia alcanza la hegemonía sobre el resto de reinos, en particular durante el reinado de Offa. Sin embargo, todavía en los reinados de Edwin y Edgar el Pacífico, en la segunda mitad del siglo VIII, se pueden encontrar estados independientes dentro del territorio juto-anglosajón.
El final de la heptarquía fue un proceso gradual. Los saqueos vikingos del siglo IX que llevaron al establecimiento de un enclave danés en York, y en última instancia a la aparición de Danelaw, cobraron ventaja gracias a la rivalidad existente entre los reinos anglosajones. Alfredo el Grande, primer rey de Wessex que se autoproclamó rey de los anglosajones, resistió a la invasión danesa con quienes firmó un tratado que fijaba los límites de sus respectivas posesiones. Los sucesivos reyes de Wessex, en especial Athelstan, reforzaron la unidad anglosajona hasta que, tras la disolución de Mercia y la sumisión de Northumbria durante el gobierno de Edgar el Pacífico, los antiguos reinos quedaron finalmente unificados en uno.
Recientes estudios han revelado que algunos reinos de la heptarquía (en particular Essex y Sussex) no alcanzaron la misma categoría que el resto. A la vez, también existieron otras divisiones políticas junto a estos siete reinos que representaron un papel más destacado de lo que se pensaba. Algunos de estos estados y tribus fueron: Bernicia y Deira en Northumbria; Lindsey en la actual Lincolnshire; Hwicce en el suroeste de las Midlands; Magonsaete en lo que hoy es Herefordshire; Wihtwara, un reino juto, en la isla de Wight; los anglos del centro, un grupo de tribus en torno a la moderna Leicestershire; los haestingas, alrededor de la ciudad de Hastings en Sussex; y los gewisse, una tribu sajona en lo que hoy es el sur de Hampshire.
Desde comienzos del siglo XX, muchos historiadores han considerado el término heptarquía insatisfactorio porque no describe con precisión el periodo al que se refiere y han optado por no usarlo. Sin embargo, todavía se usa como una etiqueta conveniente para esta fase del desarrollo de Inglaterra.

## Reinos durante la heptarquía anglosajona

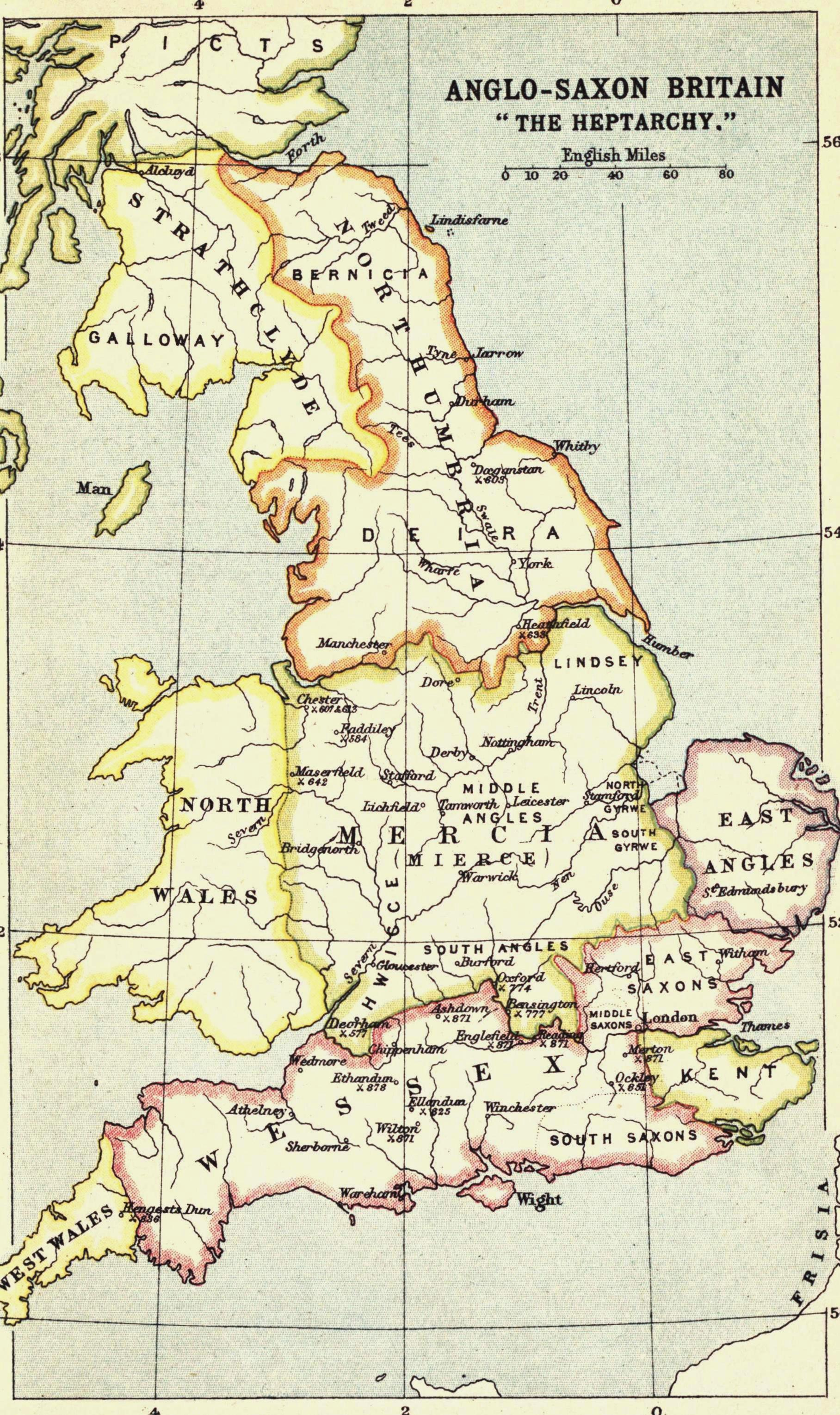
La Heptarquía, según A literary & historical atlas of Europe (1914) de Bartholomew.

A continuación se enumeran los reinos conocidos de este periodo.

### Reinos anglos
- Deren rīce / Reino de Deira (560-654). La colonia de anglos laeti (tropas federadas) llegadas a Britania en el 420 y situadas en Deywr, se independizan y controlan el territorio de Eburacum / Ebrauc (York) en el 560, al conquistar Elmet 617 controlaban el territorio entre el Humber y el Tees en Yorkshire. En el 654 se une a Bernicia para formar Northumbria
- Beornice rīce / Reino de Bernicia (547-654). Ocupaba los actuales condados ingleses de Durham y Northumberland, y al conquistar el reino de Goddodin también los escoceses de Berwickshire y East Lothian, entre los ríos Tees y Forth. Se unió a Deria en el 654 para formar Northumbria.
- Norþanhymbra rīce / Reino de Northumbria (654-954). Formado por la unión de Deria y Bernicia controlaba todo el norte de la actual Inglaterra y sur de la actual Escocia entre los ríos Humber y Forth. Además al conquistar los reinos de Rheged y Dunoting se amplió a los actuales condados de Westmorland, Lancanshire, Cheshire, todo Yorkshire y el norte de Derbyshire y Nottinghamshire. La capital fue Eoforwic (York).
- Ēast Engla rīce / Reino de Estanglia (c.570-917). Abarcaba los actuales condados de Norfolk y Suffolk, y a veces se extendía también por parte de Cambridgeshire y Lincolnshire. Su capital se encontraba en Gippeswick (Ipswich) y también en Northwic (Norwich). En el 870 es conquistada por los vikingos daneses que la convierten en Danelaw (Estanglia danesa). En 917 es conquistado por Wessex.
- Miercna rīce / Reino de Mercia (s. VI-918). El reino inicial se centraba en el valle del Trent, extendiéndose por el sur de Derbyshire, Leicestershire, Nottinghamshire, Staffordshire y el norte de Warwickshire. Mercia fue el reino más expansivo y en sus sucesivas conquistas llegó a abarcar todas las Midlands, el territorio entre el Humber y el Támesis. Tuvo capitales en Rapendune (Repton), Tameworde (Tamworth) y la sede episcopal de Lechefelle (Lichfield).
- Lindisware rīce / Reino de Lindsey (c.500- h.680). Colonia federada angla del norte de Lincolnshire, convertida en reino posteriormente y continuamente disputado entre Mercia y Northumbria. Conquistada y convertida en provincia de Mercia hacia el 680.
- Middil Engle / Anglos Medios (c.500- 656). Situados entre los reinos de Mercia y Estanglia. Estaban formados por clanes más o menos autónomas, en las marismas “The Fens”, estaban los North Gyrwe (Peterborough), los South Gyrwe (Ely), los Spaldingas (Spalding), y los Bilmingas (sur de Lincolnshire). Al este de Cambridgeshire, los Undalum (o Undele), y los Herstingas en Cambridgeshire y Hertfordshire. Poco a poco fueron incorporándose a Mercia.
- Cilternsæte (o Ciltern Sætna)/ Colonia del Chiltern (c.560-675). Tribu angla localizada en las colinas de Chiltern (Bedfordshire, Buckinghamshire, Hertfordshire, Oxfordshire), incorporada a Mercia.

### Reinos jutos
- Reino de Kent[1] (450-871). El primer reino establecido en Britania, con capital en Canterbury,[2] se extendía por el actual condado de Kent .
- Meonwara[3] (c.500-661). Tribu juta en el valle del río Meon (Hampshire). Su capital podría ser Titchfield[4] o Meonstoke.[5] Inicialmente formaba parte del reino juto de Wight, pero más tarde fue conquistada por Mercia.
- Reino de Wight[6] (c.530-686). También nombrado Reino de Ynys Weith. Situado en la isla de Wight y las zonas costeras colindantes, fue conquistado y diezmados sus habitantes por Caedwalla de Wessex. Tenía su capital en Carisbrooke.[7]
- Bosque de los Jutos (principios del s. VI). Situado en el actual New Forest (Hampshire), desconocemos su nombre original. Los sajones lo llamaron Ytene[8] porque fue colonizado por los jutos. Formaba parte de los dominios de los reyes de Wight, pero después fue conquistado por Mercia.

### Reinos sajones
- Sūþ Seaxna rīce / Reino de Sussex (c.477-825). Tal vez no se estableció como reino unitario hasta 645. Situado en los actuales condados de East Sussex y West Sussex, tenía capital en Selesie (Selsey).
- Ēast Seaxna rīce / Reino de Essex (527-825). Ocupaba el actual condado de Essex además de partes de los condados de Hertfordshire y Middlesex. Capital en Collaceaster (Colchester) a veces fue trasladada a Londres cuando Essex controlaba la ciudad.
- West Seaxna rīce / Reino de Wessex (570-927). El núcleo inicial del reino estaba en los condados de Berkshire, Wiltshire y Hampshire. Posteriormente se extendió también a los de Oxfordshire, Dorset, Somerset y gran parte de Devon y Gloucestershire. La capital se localizaba en Wintonceastre (Winchester). En tiempos de Alfredo el Grande, Wessex controlaba todo el sur de Inglaterra.
- Middel Seaxe / Middlesex sajona (c.490-730). Tribu sajona que colonizó la zona de Lundewic (Londres), el antiguo condado de Middlesex, hacia el 600 se asocian al reino de Essex, para ser incorporados a Mercia en el 730.
- South-ge o Suthrige. La “Región del Sur”, referida a la margen sur del Támesis en la actual Surrey. Nunca llegó a constituirse como un reino unido y fue ampliamente disputado por Kent, Essex, Mercia y Wessex.
- Hwicce rīce / Reino de Hwicce (c.600-780). En Gloucestershire, Worcestershire y parte de Warwickshire. Capital en Gleaweceastre (Gloucester) y Weorgoranceaster (Worcester). Repartido entre Wessex y Mercia.
- Gewissae (c.500-645). Tribu sajona asentada en Dorcicceastre (Dorchester-on-Thames), se expandieron y conquistaron los territorios de los clanes sajones del valle del Támesis y los reinos jutos de Hampshire formando el reino de Wessex.
- Sajones del valle del Támesis (500-600). En los actuales condados de Oxfordshire, Berkshire, Buckinghamshire, Wiltshire y norte de Hampshire se asentaron los clanes sajones que posteriormente formarían el reino de Wessex. Readingas, Ebbingas, Sumnigas, Banesburingas, Basingas y los que los dominaron a todos, los Gewissae.
- Wiltsæte (c.500-640). Tribu sajona asentada en Wiltshire , conquistada por los Gewissae
- Somersæte (580-710). Tribu sajona asentada al norte de Somerset, en el 710, Ine de Wessex incorpora su territorio a Wessex.
- Dormsæte (615-670). Tribu sajona asentada en Dorset, incorporados a Wessex por Cenwalh de Wessex en el 670.
- Magonsæte o Western Hecani rīce (660-700) – Reino sajón ubicado en Herefordshire. Conquistado en 730 por Elthebaldo, que lo incorpora como una provincia de Mercia.
- Wrocensæte o Wreocensæte (660-700). Tribu sajona asentada en Wroxeter (Shropshire), se extendía por los actuales condados ingleses de Shropshire, Cheshire y los del nordeste de Gales, Wrexham, Denbighshire y Flintshire.